# Schendylops insolitus
Schendylops insolitus – gatunek parecznika z rzędu zieminkokształtnych i rodziny Schendylidae.

## Taksonomia
Gatunek opisany w 1960 roku przez R. F. Lawrence'a pod nazwą Haploschendyla insolita. Do rodzaju Schendylops przeniesiony został w 1997 przez R. L. Hoffmana i L. Pereirę. W 2004 L. Pereira, A. Minelli i M. Uliana dokonali jego redeskrypcji.

## Opis
Samiec posiada 75 par odnóży i ciało długości 35 mm i maksymalnej szerokości 1 mm. Zakonserwowany okaz ubarwiony jest jasnopomarańczowo. Czułki około dwukrotnie dłuższe niż płytka głowowa, na końcach nieco zwężone. Szczecinki (setae) na stawach czułkowych I-VI różnej długości w liczbie kilku. Końcowe stawy czułkowe z 21 sześciennymi szczecinkami czuciowymi na zewnętrznej krawędzi i 6 na wewnętrznej. Płytka głowowa prawie tak długa jak szeroka. Nadustek z 1+1 szczecinkami zaczułkowymi, 9+8 środkowymi i 1+1 przedwargowymi. Labrum z 23 ząbkami. Żuwaczki o ząbkowanych blaszkach podzielonych na 3 odrębne bloki z kolejno 3, 3 i 4 ząbkami. Blaszki grzebieniaste o 17-20 ząbkach każda. Pierwsza para żuchw z dużymi płatami na obu coxosternum i telopoditach. Coxosternum bez szczecinek, z dobrze rozwiniętym środkowym wyrostkiem zaopatrzonym w 3+2 szczecinki. Drugi staw telopoditów z 6+4 szczecinkami na brzusznej stronie i 5+5 sensillami na grzbietowej. Druga para żuchw z dwoma rzędami po 14 szczecinek. Telopodity szczękonóży nie wystające poza przednią krawędź głowy, kiedy złożone. Tergum segmentu szczękonóżowego z nieregularnymi poprzecznymi rzędami 9 szczecinek. Wszystkie stawy telopoditów szczękonóży bez ząbków. Ujścia gruczołów jadowych cylindryczne. Odnóża kroczne o jednolitej chetotaksji. Brzuszne pola por wydłużone, ciągnące się wzdłuż całego ciała, występujące na wszystkich sterna. Pory niepodzielone na sterna od I do XXIX oraz od LXXI do LXXIV, a podzielone na dwa obszary na sterna od XXX do LXX. Kształt i rozmiar pól zmienia się wzdłuż tułowia. Mała dodatkowa grupka porów po każdej stronie przedniej krawędzi pól. Tylna krawędź pierwszego sternum genitalnego p[ośrodku nieco wypukła, a po bokach nieco wklęsła. Gonopodia dwustawowe: pierwszy staw z 9 a drugi z 5 szczecinkami. Penis w widoku grzbietowym bez szczecinki wierzchołkowej.

## Występowanie
Gatunek jest endemitem Madagaskaru, znanym jedynie z lasów dystryktu Moramanga.